# Liczby Stirlinga
Liczby Stirlinga – dwie szczególne funkcje liczbowe analizowane przez Jamesa Stirlinga.

## Liczby Stirlinga I rodzaju
Opisują liczbę sposobów na rozmieszczenie {\displaystyle n} liczb w {\displaystyle k} cyklach, oznaczane są symbolem:
{\displaystyle \left[{\begin{matrix}n\\k\end{matrix}}\right],}
który czyta się „k cykli n”. Spełniają one związek rekurencyjny postaci:
{\displaystyle \left[{\begin{matrix}n\\k\end{matrix}}\right]=(n-1)\left[{\begin{matrix}n-1\\k\end{matrix}}\right]+\left[{\begin{matrix}n-1\\k-1\end{matrix}}\right],}
przy założeniach
{\displaystyle \left[{\begin{matrix}n\\n\end{matrix}}\right]=1,\quad \left[{\begin{matrix}n\\0\end{matrix}}\right]=0\quad {\mbox{i}}\quad \left[{\begin{matrix}0\\0\end{matrix}}\right]=1.}
Przyjmuje się, że jeżeli {\displaystyle k>n,} to {\displaystyle \left[{\begin{matrix}n\\k\end{matrix}}\right]=0.}
Niekiedy liczby Stirlinga pierwszego rodzaju są oznaczane innym symbolem:
{\displaystyle \left[{\begin{matrix}n\\k\end{matrix}}\right]=s(n,k)}
oraz
{\displaystyle \left[{\begin{matrix}n\\k\end{matrix}}\right]=s_{1}(n,k).}
Czasami przyjmuje się także naprzemienne, dodatnie i ujemne wartości liczb Stirlinga pierwszego rodzaju, co ma uzasadnienie przy wzorach na potęgi kroczące. W przyjętej tu konwencji liczby Stirlinga pierwszego rodzaju są zawsze nieujemne.

### Pochodzenie wzoru rekurencyjnego
Przyjmując za znaczenie liczb Stirlinga pierwszego rodzaju ilość rozmieszczeń {\displaystyle n} liczb w {\displaystyle k} cyklach, łatwo jest pokazać pochodzenie rekurencyjnej zależności między nimi. Wystarczy wybrać dowolną liczbę i rozpatrzyć ilość pozostałych cykli. Jeżeli ta liczba była w cyklu, składającym się z jednego elementu, to pozostałe {\displaystyle n-1} liczb jest rozmieszczonych w {\displaystyle k-1} cyklach, zaś dodanie jednej cyfry następuje w jeden sposób, poprzez stworzenie nowego cyklu. Jeżeli liczba była w liczniejszym cyklu, to pozostałe {\displaystyle n-1} liczb jest rozmieszczonych w {\displaystyle k} cyklach, zaś dodatkową liczbę można wstawić do dowolnego cyklu w dowolny sposób, czyli „obok” każdej liczby, a liczb jest {\displaystyle n-1,} co oznacza {\displaystyle n-1} sposobów umieszczenia liczby w tym przypadku. Rekurencyjna zależność jest sumą obu przypadków. Warto przy tym zauważyć, że zbiór {\displaystyle n} liczb można ustawić w 0 cykli na 0 sposobów, oraz 1 liczbę w 1 cyklu na 1 sposób.

### Potęgi kroczące
Liczby Stirlinga pierwszego rodzaju bywają także definiowane jako współczynniki, występujące przy zamianie potęg malejących (silni dolnej) na zwyczajne potęgi:
{\displaystyle x^{\underline {n}}=x(x-1)\dots (x-n+1)\ =\sum _{k=0}^{n}(-1)^{n-k}\left[{\begin{matrix}n\\k\end{matrix}}\right]x^{k}.}
Przy zamianie normalnych potęg na potęgi rosnące (silnię górną) występuje zależność:
{\displaystyle x^{n}=\sum _{k=1}^{n}(-1)^{k+1}\left[{\begin{matrix}n\\k\end{matrix}}\right]x^{\overline {k}}.}

### Trójkąt liczbowy
Liczby Stirlinga I rodzaju tworzą trójkąt liczbowy podobny do trójkąta Pascala.
(Przyjęto tu naprzemienne, dodatnie i ujemne wartości liczb Stirlinga, co ma uzasadnienie tylko przy wzorach na potęgi kroczące)
| {\displaystyle {\begin{matrix}\mathbf {n} /{\mathit {k}}&\ {\mathit {0}}\ &\ {\mathit {1}}\ &{\mathit {2}}&{\mathit {3}}&{\mathit {4}}&{\mathit {5}}&{\mathit {6}}&{\mathit {7}}&{\mathit {8}}&{\mathit {9}}\\\mathbf {0} &1\\\mathbf {1} &0&\ \ \ 1\\\mathbf {2} &0&-1&\ \ \ 1\\\mathbf {3} &0&\ \ \ 2&-3&\ \ \ 1\\\mathbf {4} &0&-6&\ \ \ 11&-6&\ \ \ 1\\\mathbf {5} &0&\ \ \ 24&-50&\ \ \ 35&-10&\ \ \ 1\\\mathbf {6} &0&-120&\ \ \ 274&-225&\ \ \ 85&-15&\ \ \ 1\\\mathbf {7} &0&\ \ \ 720&-1764&\ \ \ 1624&-735&\ \ \ 175&-21&\ \ \ 1\\\mathbf {8} &0&-5040&\ \ \ 13068&-13132&\ \ \ 6769&-1960&\ \ \ 322&-28&\ \ \ 1\\\mathbf {9} &0&\ \ \ 40320&-109584&\ \ \ 118124&-67284&\ \ \ 22449&-4536&\ \ \ 546&-36&1\\\end{matrix}}} |

## Liczby Stirlinga II rodzaju
Opisują liczbę sposobów podziału zbioru {\displaystyle n}-elementowego na {\displaystyle k} niepustych podzbiorów, oznaczane są symbolem {\displaystyle \left\{{\begin{smallmatrix}n\\k\end{smallmatrix}}\right\},} który czyta się „k podzbiorów n”. Spełniają one związek rekurencyjny postaci:
{\displaystyle \left\{{\begin{matrix}n\\k\end{matrix}}\right\}=k\left\{{\begin{matrix}n-1\\k\end{matrix}}\right\}+\left\{{\begin{matrix}n-1\\k-1\end{matrix}}\right\},}
przy założeniach
{\displaystyle \left\{{\begin{smallmatrix}n\\1\end{smallmatrix}}\right\}=1,\quad \left\{{\begin{smallmatrix}n\\n\end{smallmatrix}}\right\}=1,\quad \left\{{\begin{smallmatrix}n\\0\end{smallmatrix}}\right\}=0\quad {\mbox{i}}\quad \left\{{\begin{smallmatrix}0\\0\end{smallmatrix}}\right\}=1.}
Przyjmuje się, że jeżeli {\displaystyle k>n,} to {\displaystyle \left\{{\begin{smallmatrix}n\\k\end{smallmatrix}}\right\}=0.}
Niekiedy liczby Stirlinga drugiego rodzaju zapisywane są w inny sposób: {\displaystyle \left\{{\begin{smallmatrix}n\\k\end{smallmatrix}}\right\}=S(n,k)} bądź {\displaystyle \left\{{\begin{smallmatrix}n\\k\end{smallmatrix}}\right\}=S_{2}(n,k).} Liczby Stirlinga drugiego rodzaju są zawsze dodatnie.

### Potęgi kroczące
Niekiedy liczby Stirlinga drugiego rodzaju są definiowane jako współczynniki, występujące przy zamianie normalnych potęg na potęgi malejące (silnię dolną). Zachodzi wówczas zależność:
{\displaystyle x^{n}=\sum _{k=0}^{n}\left\{{\begin{matrix}n\\k\end{matrix}}\right\}x^{\underline {k}}.}

### Pochodzenie wzoru rekurencyjnego
Przyjmując za znaczenie liczb Stirlinga drugiego rodzaju liczbę sposobów podziału zbioru {\displaystyle n}-elementowego na {\displaystyle k} podzbiorów niepustych, łatwo jest uzasadnić rekurencyjną zależność. Rozpatrzymy zbiór {\displaystyle n} liczb, i wybierzmy jedną z nich. Jeżeli ta liczba stanowiła jednoelementowy podzbiór, to pozostałe {\displaystyle n-1} liczb będzie podzielone na {\displaystyle k-1} podzbiorów, zaś jedną liczbę można dodać na jeden sposób, jako kolejny podzbiór. Jeżeli liczba była elementem liczniejszego podzbioru, to pozostałe {\displaystyle n-1} liczb zostało podzielone na {\displaystyle k} podzbiorów, zaś dodatkową liczbę można dołączyć do każdego z podzbiorów, których jest {\displaystyle k.} Można to więc w tym przypadku zrobić na dokładnie {\displaystyle k} sposobów. Rekurencyjna zależność jest sumą obu przypadków. Warto przy tym zauważyć, że zbiór {\displaystyle n} liczb można podzielić na 1 podzbiór na 1 sposób, a także na {\displaystyle n} podzbiorów na 1 sposób.

### Trójkąt liczbowy
| {\displaystyle {\begin{matrix}\mathbf {n} /{\mathit {k}}&\ {\mathit {0}}\ &\ {\mathit {1}}\ &{\mathit {2}}&{\mathit {3}}&{\mathit {4}}&{\mathit {5}}&{\mathit {6}}&{\mathit {7}}&{\mathit {8}}&{\mathit {9}}\\\mathbf {0} &1\\\mathbf {1} &0&1\\\mathbf {2} &0&1&1\\\mathbf {3} &0&1&3&1\\\mathbf {4} &0&1&7&6&1\\\mathbf {5} &0&1&15&25&10&1\\\mathbf {6} &0&1&31&90&65&15&1\\\mathbf {7} &0&1&63&301&350&140&21&1\\\mathbf {8} &0&1&127&966&1701&1050&266&28&1\\\mathbf {9} &0&1&255&3025&7770&6951&2646&462&36&1\end{matrix}}} |

## Własności liczb
- {\displaystyle \left[{\begin{matrix}n\\1\end{matrix}}\right]=(n-1)!,}
- {\displaystyle \left[{\begin{matrix}n\\n\end{matrix}}\right]=\left\{{\begin{matrix}n\\n\end{matrix}}\right\}=1,}
- {\displaystyle \left[{\begin{matrix}n\\n-1\end{matrix}}\right]=\left\{{\begin{matrix}n\\n-1\end{matrix}}\right\}=\left({\begin{matrix}n\\2\end{matrix}}\right),}
- {\displaystyle \left\{{\begin{matrix}n\\k\end{matrix}}\right\}=\left[{\begin{matrix}-k\\-n\end{matrix}}\right]} (prawo dualności),
- {\displaystyle \sum _{k=0}^{n}\left[{\begin{matrix}n\\k\end{matrix}}\right]=n!.}

Z wzorów, pokazujących zależności między potęgami kroczącymi a normalnymi potęgami wynikają następujące zależności:
{\displaystyle \sum _{n=0}^{\max\{j,k\}}(-1)^{n+1}\left[{\begin{matrix}n\\j\end{matrix}}\right]\left\{{\begin{matrix}k\\n\end{matrix}}\right\}=\delta _{jk}}
oraz
{\displaystyle \sum _{n=0}^{\max\{j,k\}}(-1)^{n+1}\left\{{\begin{matrix}n\\j\end{matrix}}\right\}\left[{\begin{matrix}k\\n\end{matrix}}\right]=\delta _{jk},}
gdzie {\displaystyle \delta _{jk}} to delta Kroneckera, {\displaystyle j,k\geqslant 0.}
Warto także odnotować fakt, że:
{\displaystyle k!\cdot \left\{{\begin{matrix}n\\k\end{matrix}}\right\}.}
określa liczbę {\displaystyle L(n,k)} surjekcji zbioru {\displaystyle n}-elementowego na zbiór {\displaystyle k}-elementowy, co łatwo udowodnić indukcyjnie zauważając związki:
{\displaystyle L(n,k)=k\cdot L(n-1,k)+L(n-1,k-1),\;L(n,1)=L(0,0)=1,\;L(n,0)=0,n\geqslant 1}
oraz że {\displaystyle L(n,n)=n!,} dla dowolnego {\displaystyle n\geqslant 0.}